# Xu Shichang

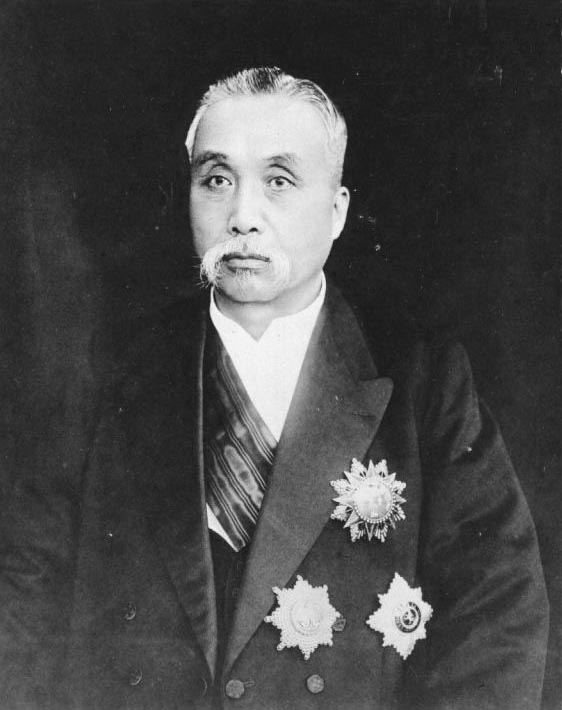
Xu Shichang

Xu Shichang (chinesisch 徐世昌, Pinyin Xú Shìchāng, W.-G. Hsü Shih-ch'ang; * 20. Oktober 1855 in Weihui, Henan Chinesisches Kaiserreich; † 6. Juni 1939 in Tianjin, Hebei) war ein hochrangiger Politiker sowohl im chinesischen Kaiserreich als auch in der Republik China. In der chinesischen Republik war er Staatspräsident. Sein Großjährigkeitsname lautet Juren (chinesisch 菊人, Pinyin Júrén).

## Frühe Jahre und Karriere vor und nach der chinesischen Revolution von 1911
Zwar war die Stadt seiner Vorfahren Yinxian (heutiger Stadtbezirk Yinzhou) in der Unterprovinzstadt Ningbo in der Provinz Zhejiang, er jedoch wurde in Weihui in der (Provinz Henan) nach dem Tod des Vaters von seiner Mutter mit harter Hand erzogen. Auch wenn er hier in eher ärmlichen Verhältnissen aufwuchs, genoss er von seinem Lehrer, einem Regierungsbeamten, jedoch eine moralisch hochstehende Ausbildung, seine Mutter achtete peinlich auf seinen Umgang. Einer seiner engsten Freunde wurde früh Yuan Shikai, dessen Familie seinen Aufstieg förderte. Er schaffte es bis zum Vizekönig der Mandschurei. Als sich das Ende der Qing-Dynastie bereits abzeichnete, machte man ihn wegen seines Organisationstalentes und seiner Verdienste um eine Verwaltungsreform der Armee nach westlichem Vorbild – ungeachtet der Tatsache, dass er Zivilist war – zum Generalstabschef. In Diensten seines Freundes Yuan Shikai, Chinas starkem Mannes zu dieser Zeit, seit 1914 Außenminister trat er Ende 1915 aus Protest wegen dessen eigener kaiserlicher Ambitionen zurück: er nahm seine Ämter wieder auf, als Yuan die Monarchie abschaffte. Nach Yuans Tod wurde er 1917 einer von zwei Premierministern (an der Seite des Armeegenerals Duan Qirui) unter dem Präsidenten Feng Guozhang.

## Präsident der Republik China
Seine eigene Wahl zum Präsidenten am 10. Oktober 1918 wurde weitgehend von Generälen der Beiyang-Armee an der Spitze ihrer rivalisierenden „Cliquen“, wie Duan Qirui und Feng Guozheng inszeniert, weil er als Zivilist zwar keine eigentliche militärische Macht besaß, jedoch enge Verbindungen zur Beiyang-Armee unterhielt. Außerdem verhielt er sich neutral gegenüber den aus dieser hervorgegangenen Warlord-Cliquen. In der Folge musste Xu Duan Qirui, Cao Kun, einen Zhili-Führer der Nördlichen Kriegsherren, und Zhang Zuolin, Führer der Fengtian-Clique, die in dieser sogenannten Warlord-Ära eine eigene Republik ausrufen wollte, möglichst lange gegeneinander ausspielen, um seinen Posten zu behalten.
Nach Übernahme der Präsidentschaft ist von Xu innenpolitisch zunächst insbesondere ein Auftritt auf einer gewaltigen Siegesfeier am 18. November 1918 bekannt, denn China war (noch unter Feng Guozhang) am 17. August 1917 an der Seite der Triple-Entente in den Ersten Weltkrieg eingetreten. In der Außenpolitik war er bestrebt, die bisherige Bündnispolitik zu festigen, indem er die alliierten Mächte bei ihrer Intervention im russischen Bürgerkrieg (gegen die Bolschewiki) unterstützte und chinesische Truppen nach Wladiwostok entsandte.
1919 sickerten Nachrichten aus Europa durch, dass Duan Qirui der von den Hauptsiegermächten im Rahmen des Friedensvertrags von Versailles beabsichtigten Übergabe der ehemals deutschen Besitzungen in der Provinz Shandong (Kiautschou) an Japan zugestimmt hatte, worauf es zu Unruhen kam, die breite Unterstützung in der Bevölkerung fanden. Diese als Bewegung des 4. Mai bekannten Massenproteste ließ Xu niederschlagen, indem er die Rädelsführer niederwerfen und einsperren ließ. Als Folge zerbrach die Koalition zwischen der Zhili- und der Anhui-Clique, und Duan blieb als politischer Verlierer auf der Strecke. Die Warlord-Ära hatte ihren Höhepunkt erreicht. Die Konflikte mit dem republikanischen Südosten Chinas schwelten indes weiter. Nachdem es Xu außerdem nicht gelang, die Mongolei wieder einzugliedern, drängte Cao Kun, der Nachfolger von Duan in der Zhili-Clique und von Anfang an ein Gegenspieler von Xu, ihn am 2. Juni 1922 aus dem Amt und setzte Li Yuanhong als Präsident ein, der dieses Amt bereits vor der Präsidentschaft von Feng Guozhang begleitet hatte.
Xu blieb auch danach mit den Regierungszirkeln in Tianjin, aber auch in Peking, in Kontakt und meldete sich – insbesondere gegen die japanischen Aggressoren zu Wort. Auch wenn diese versuchten, ihn – allerdings erfolglos – als eine politische Figur, die noch aus dem Kaiserreich stammte, zu umgarnen. Im Frühjahr 1939 verschlimmerte sich eine Blasenentzündung, sodass er zur Behandlung nach Peking gebracht werden sollte. Er lehnte dies aus Angst vor einer Entführung durch die Japaner ab und starb 85-jährig in Tianjin. Xu sollte als Präsident mit der längsten Amtszeit während der Warlord Ära in Chinas Geschichte eingehen.

## Weiterführende Literatur
- Erich Gütinger: Die Geschichte der Chinesen in Deutschland: Ein Überblick über die ersten 100 Jahre ab 1822. Waxmann Verlag, 2004, ISBN 978-3-8309-1457-0.
- Vera Schwarcz: The Chinese Enlightenment: Intellectuals and the Legacy of the May Fourth Movement of 1919 University of California Press, Berkeley 1986.

| Personendaten    | Personendaten                  |
| ---------------- | ------------------------------ |
| NAME             | Xu, Shichang                   |
| ALTERNATIVNAMEN  | Xú, Shìchāng; Hsü, Shih-ch'ang |
| KURZBESCHREIBUNG | chinesischer Politiker         |
| GEBURTSDATUM     | 20. Oktober 1855               |
| GEBURTSORT       | Weihui, Henan, China           |
| STERBEDATUM      | 6. Juni 1939                   |
| STERBEORT        | Tianjin, Hebei, China          |